# Jean Marie Pardessus

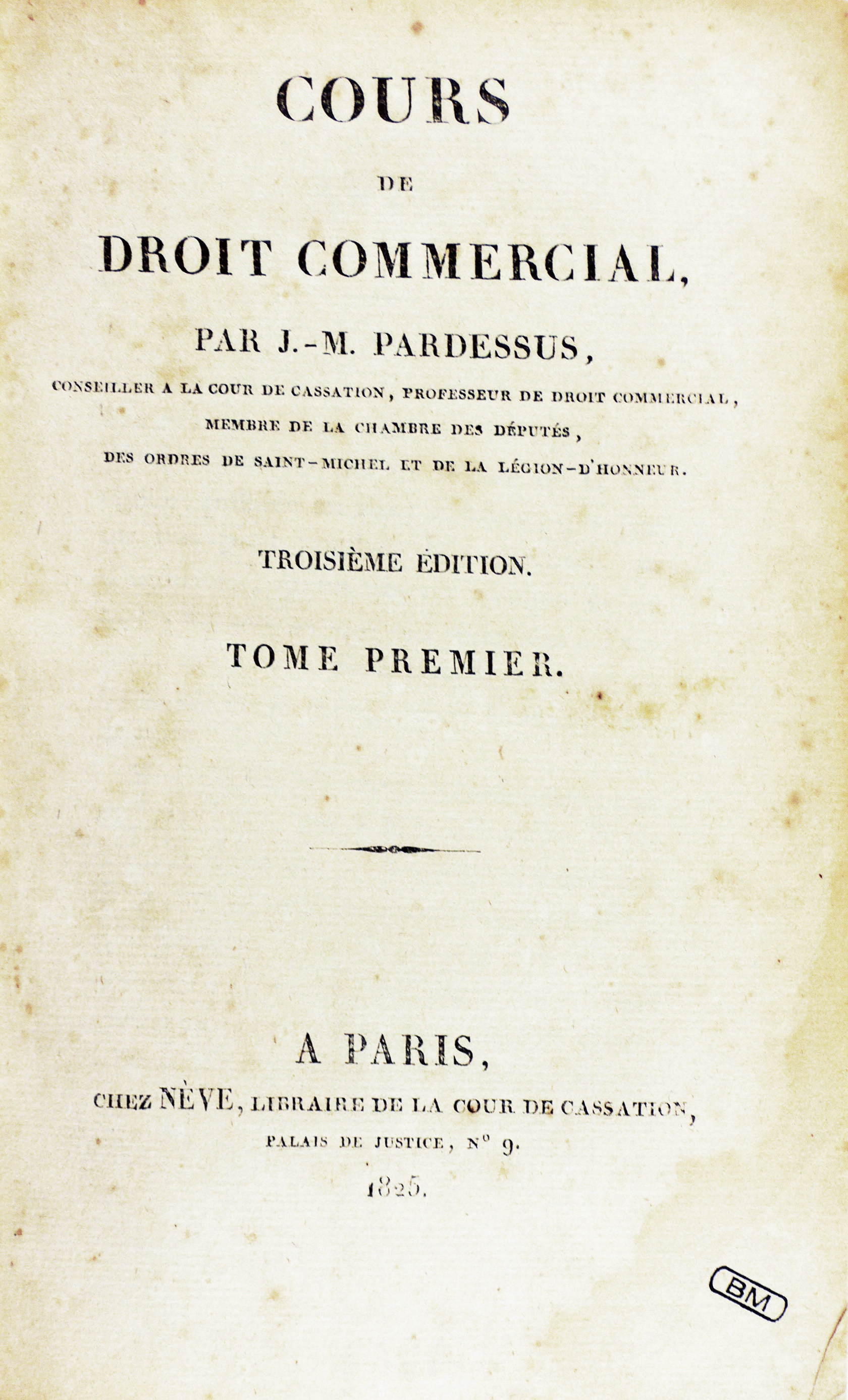
Cours de droit commercial, 1825.

Jean Marie Pardessus, född 11 augusti 1772, död 27 maj 1853, var en fransk jurist.
Pardessus blev 1810 professor i handelsrätt i Paris, och var 1821–1830 ledamot av kassationsdomstolen, från 1829 av Franska Akademien. Pardessus utgav bland annat Cours de droit commercial (4 band, 1814–1816; 6:e upplagan i 4 band, 1857) men blev främst känd för sina rättshistoriska arbeten, Collection des lois maritimes (6 band, 1828–1845), Loi Salique (1843), Essai historique sur l'organisation judiciaire et l'administration de la justice depuis Hugues Capet jusqu'à Louis XII (1851), samt talrika tidskriftsuppsater i Revue historique de droit français et étranger.